# Libbie Henrietta Hyman

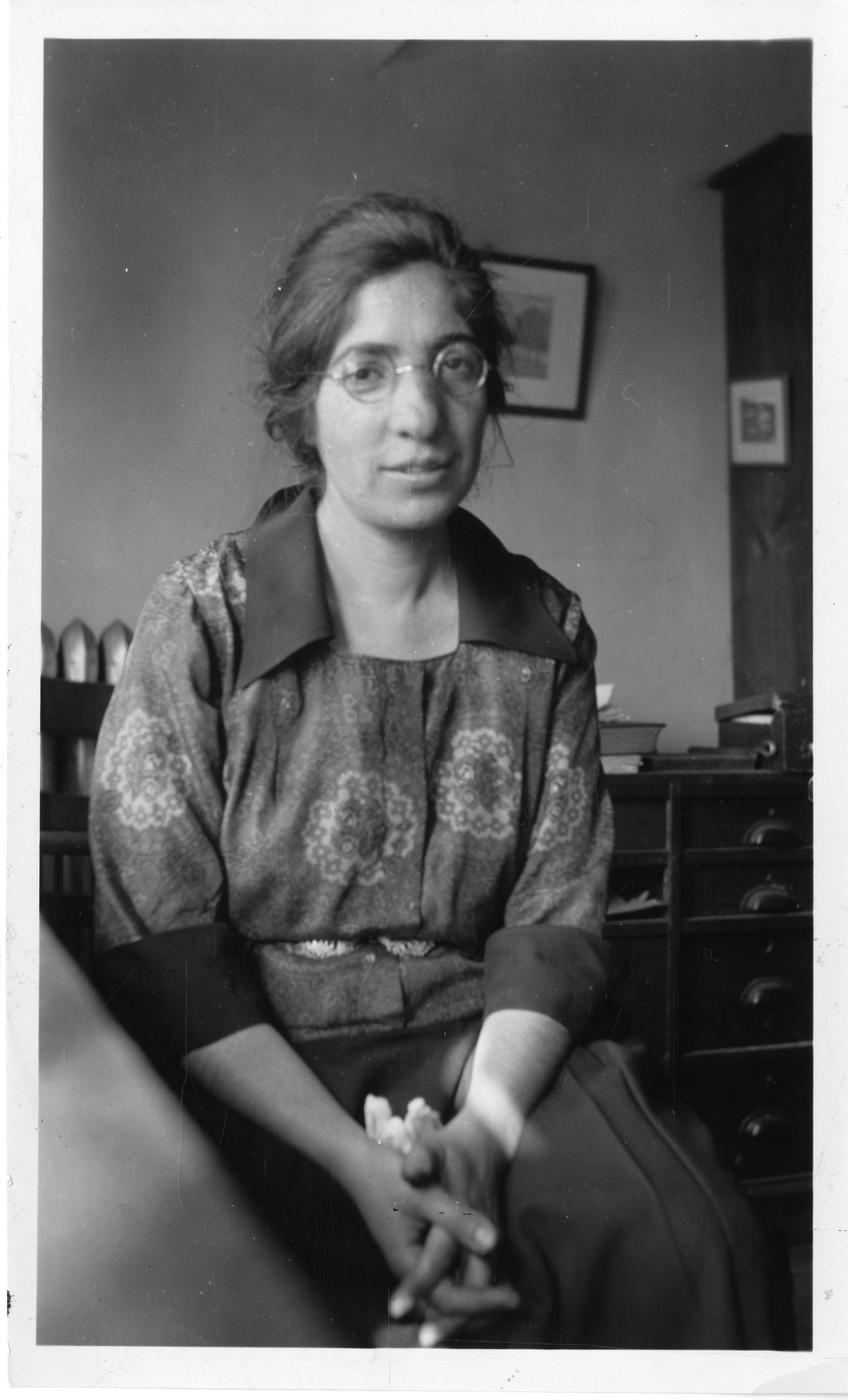
Libbie Henrietta Hyman (1888–1969)

Libbie Henrietta Hyman (ur. 6 grudnia 1888 w Des Moines, zm. 3 sierpnia 1969 w Nowym Jorku) – amerykańska zoolożka, znana przede wszystkim jako autorka podręcznika The Invertebrates.

## Życiorys i prace naukowe
Libbie Henrietta Hyman urodziła się w rodzinie żydowskiej; jej ojciec pochodził z Konina, a matka ze Szczecina. Dzięki uzyskanemu stypendium rozpoczęła studia na Uniwersytecie Chicagowskim, gdzie w 1915 uzyskała doktorat. Zajmowała się stułbiopławami i wirkami. Podczas prowadzenia zajęć dydaktycznych doszła do wniosku, że potrzebny jest podręcznik lepszy od dotychczas używanych, napisała więc swój własny, który wydano w 1919. Książka ta osiągnęła spory sukces. Około 1930 dochody z tantiem były już wystarczające na utrzymanie, w związku z czym opuściła Chicago, zamieszkała w Nowym Jorku, żeby móc korzystać z biblioteki Amerykańskiego Muzeum Historii Naturalnej, i zajęła się pisaniem podręcznika historii naturalnej bezkręgowców. Od 1937 do śmierci była nieetatową współpracowniczką (honorary research associate) AMNH. Brała lekcje rysunku, żeby samodzielnie ilustrować swoją książkę. Pod koniec życia cierpiała na chorobę Parkinsona.
Jej sześciotomowy (nieukończony z powodu śmierci autorki) podręcznik The Invertebrates określono jako „monumentalny” i „ceniony nawet dzisiaj” [2022], a podczas wręczania Złotego Medalu Towarzystwa Linneuszowskiego w Londynie padło sformułowanie, że „każdy zoolog ma wobec autorki olbrzymi dług [wdzięczności]”.

## Cytaty
"I believe my interest in nature is primarily aesthetic" [Sądzę, że moje zainteresowanie przyrodą ma przede wszystkim charakter estetyczny; z krótkiej autobiografii napisanej dla Narodowej Akademii Nauk].

## Nagrody i upamiętnienie
- Złoty medal Towarzystwa Linneuszowskiego w Londynie (1960)[2]
- Członkostwo Amerykańskiej Akademii Sztuk i Nauk (1960)[2]
- Członkostwo Narodowej Akademii Nauk (1961)[2]
- Złoty Medal Amerykańskiego Muzeum Historii Naturalnej (1969)[5]

Na jej cześć nazwano rodzaj wirków Hymanella oraz kilka gatunków zwierząt, między innymi stułbiopława Hydra hymanae.

## Publikacje
- A Laboratory Manual for Elementary Zoölogy (1919)[1]
- The Invertebrates:
  - Volume 1: Protozoa through Ctenophora (1940)
  - Volume 2: Platyhelminthes and Rhynchocoela (1951)
  - Volume 3:  Acanthocephala, Aschelminthes, and Entoprocta (1951)
  - Volume 4: Echinodermata (1955)
  - Volume 5: Minor coelomate phyla (1959)
  - Volume 6: Mollusca 1 (1967)